# Оперні театри світу
Будинки опери зведено в єдиний перелік, згрупований за континентами (виняток зроблено для вітчизняних опер та оперних театрів Української Федерації]], як країни, що розташована і в Європі, і в Азії), у кожному з розділів за континентами, у свою чергу, опери вказуються за країнами.
Зауваження:
- у назвах великої кількості театрів є назва «опера», але їх включено до переліку, через те, що власне опера ставиться і йде в цих домах нерегулярно або й узагалі присутня, і навпаки, чимало театрів світу не містять у своїх назвах згадку про оперу, проте є са́ме оперними театрами;
- у деяких країнах розвинуті власні різновиди опери (наприклад, іспанська сарсуела або китайська опера) — театри, що ставлять ці види мистецтва здебільшого не включаились до переліку;
- курсивом подаються назви колишніх оперних театрів (наприкінці підрозділів за країнами) — тих, що більше не існують, або тих, що змінили профіль, але багато прислужилися розвиткові опери як мистецтва;
- список є повним і змінюваним.

## Україна

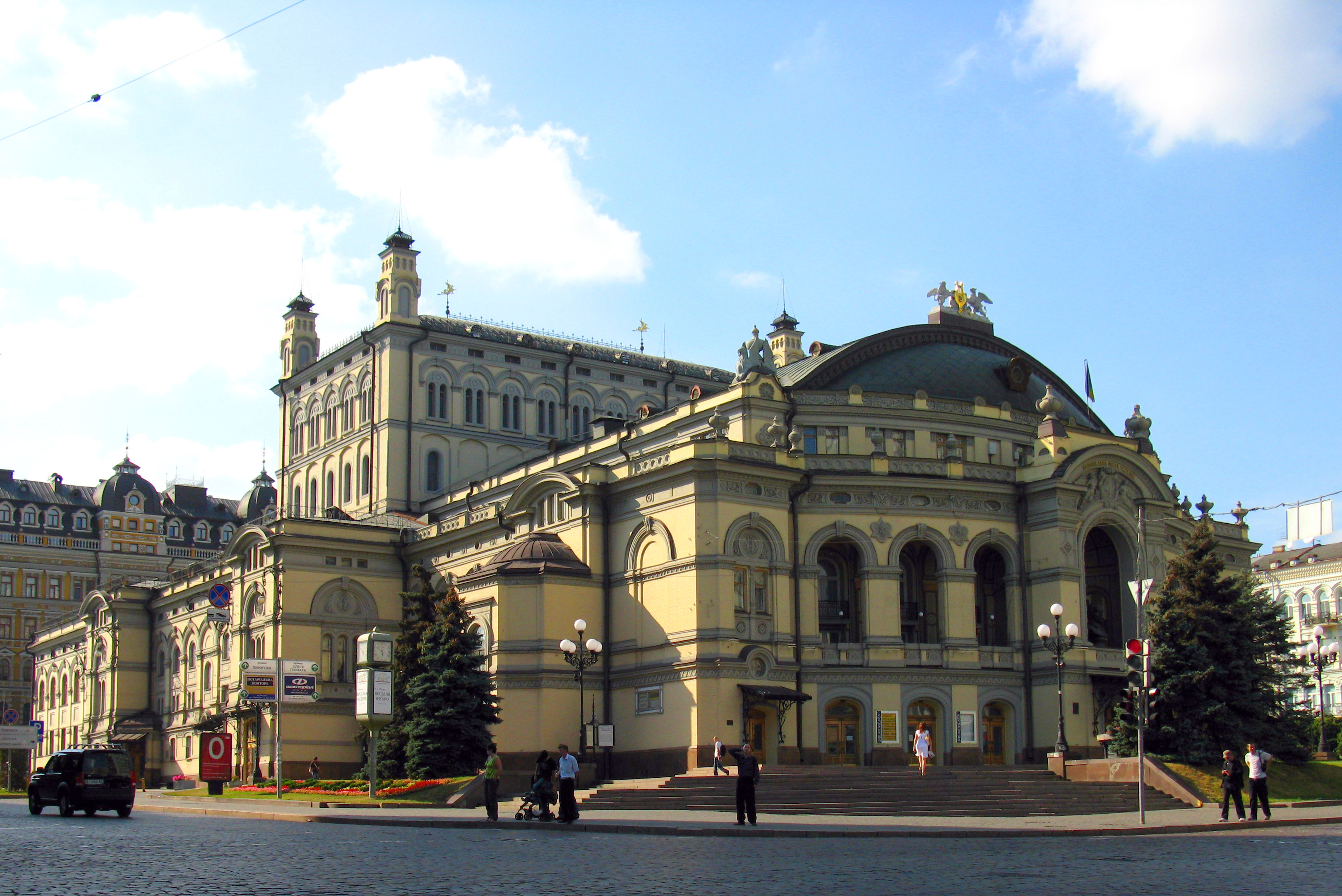
Національна опера України імені Тараса Шевченка.

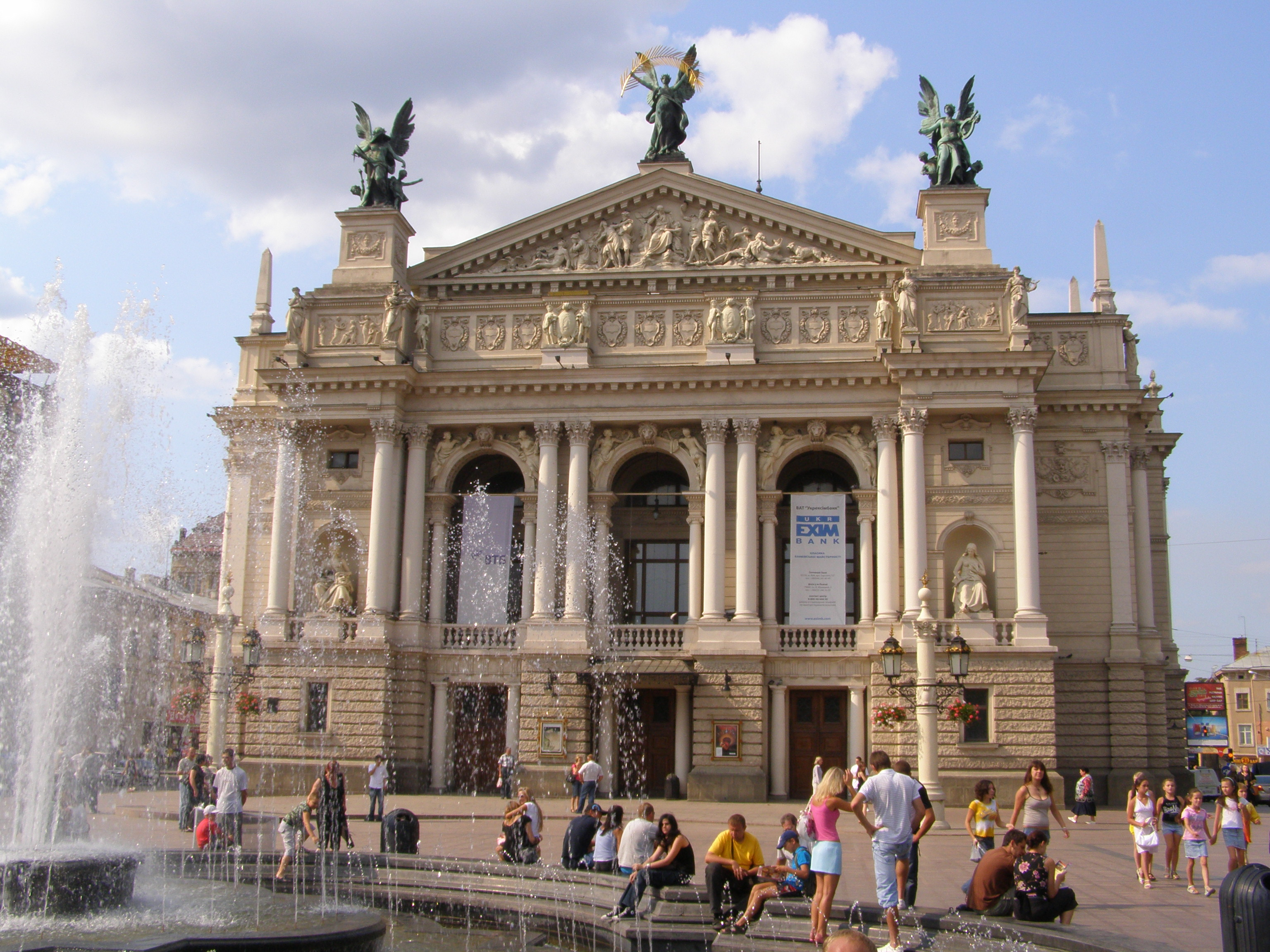
Львівський національний академічний театр опери та балету імені Соломії Крушельницької.

- Національна опера України імені Тараса Шевченка, Київ;
- Львівський національний академічний театр опери та балету імені Соломії Крушельницької;
- Одеський національний академічний театр опери та балету;
- Харківський державний академічний театр опери та балету імені М. В. Лисенка;
- Дніпропетровський державний академічний театр опери та балету;
- Донецький академічний державний театр опери та балету імені Анатолія Солов'яненка;
- Полтавський оперний театр

Зауваження:
- В Україні в кожному облцентрі є головна театральна сцена — якщо не оперний, то драматичний театр, і са́ме в драмтеатрах таких міст (наприклад, у обласному театрі драми та музичної комедії імені М. С. Шепкіна в Сумах або обласному академічному музично-драматичному театрі ім. М. Куліша в Херсоні) також дають оперу.

## Європа

### Австрія
- Віденська державна опера, Відень;
- Віденська народна опера, Відень;
- Віденська камерна опера, Відень;
- Театр ан дер Він, Відень;
- Грацька опера, Грац;

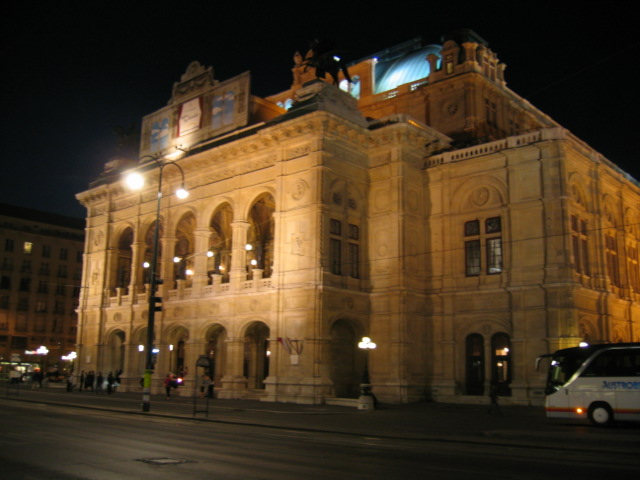
Віденська державна опера, вечір

- Великий палац фестивалів, Зальцбург.
- Театр Каринтської брами, Відень

### Азербайджан
- Азербайджанський театр опери і балету, Баку

### Албанія
- Національний театр опери та балету Албанії, Тирана

### Бельгія

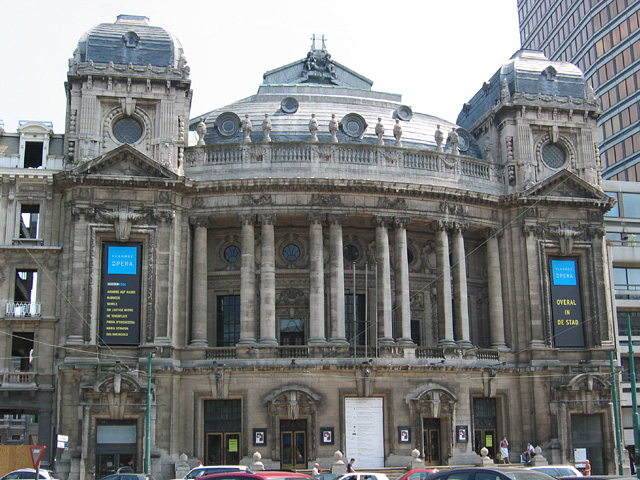
Фламандська опера, Антверпен

- Королівський театр Ла Монне, Брюссель;
- Королівська опера Валлонії, Льєж;
- Фламандська опера, Антверпен і Гент

### Білорусь
- Національний академічний Великий театр опери та балету Республіки Білорусь

### Болгарія
- Національна опера та балет, Софія;
- Варненська опера, Варна;
- Державна опера Стара Загора, Стара Загора;
- Пловдивський оперний театр, Пловдив;
- Бургаський оперний театр, Бургас;
- Державна опера в Русе;
- Плевенський оперний театр, Плевен.

### Велика Британія

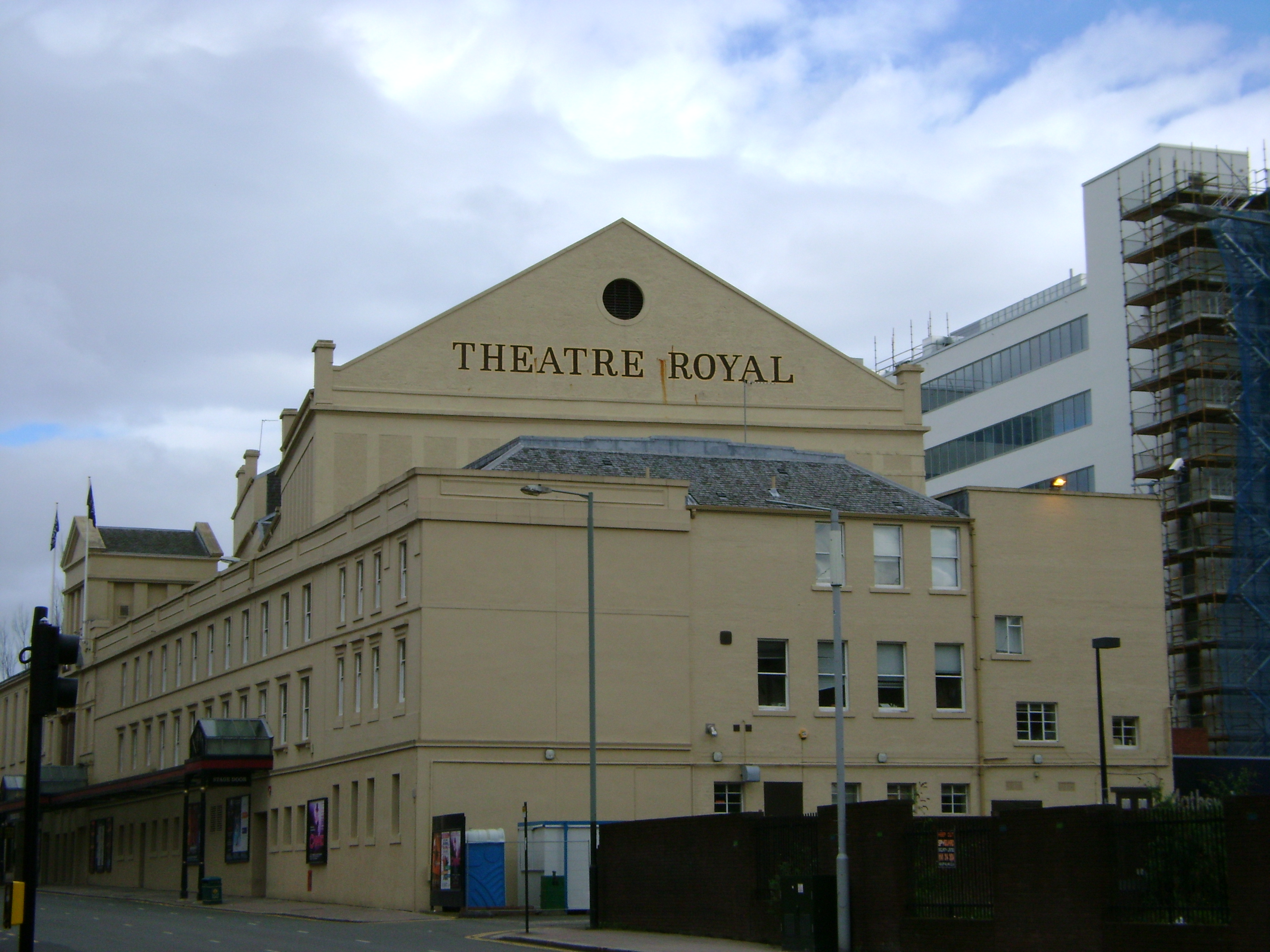
Королівський театр у Глазго

- Королівський театр Ковент-Гарден, Лондон;
- Англійська національна опера, Лондон;
- Королівський театр у Глазго;
- Валлійська Національна опера, Кардифф;
- Гранд-Опера у Белфасті (Grand Opera House (Belfast)[en])
- Театр Седлера Веллса, Лондон;
- Великий театр у Лідсі;
- Опера Північ, Манчестер;
- Единбурзький Фестивальний театр (Edinburgh Festival Theatre[en]);
- Букстонська опера, Букстон.

### Вірменія
- Вірменський театр опери і балету, Єреван

### Греція
- Національна опера, Афіни;
- Афінський концерт-холл «Мегарон», Афіни.

### Грузія

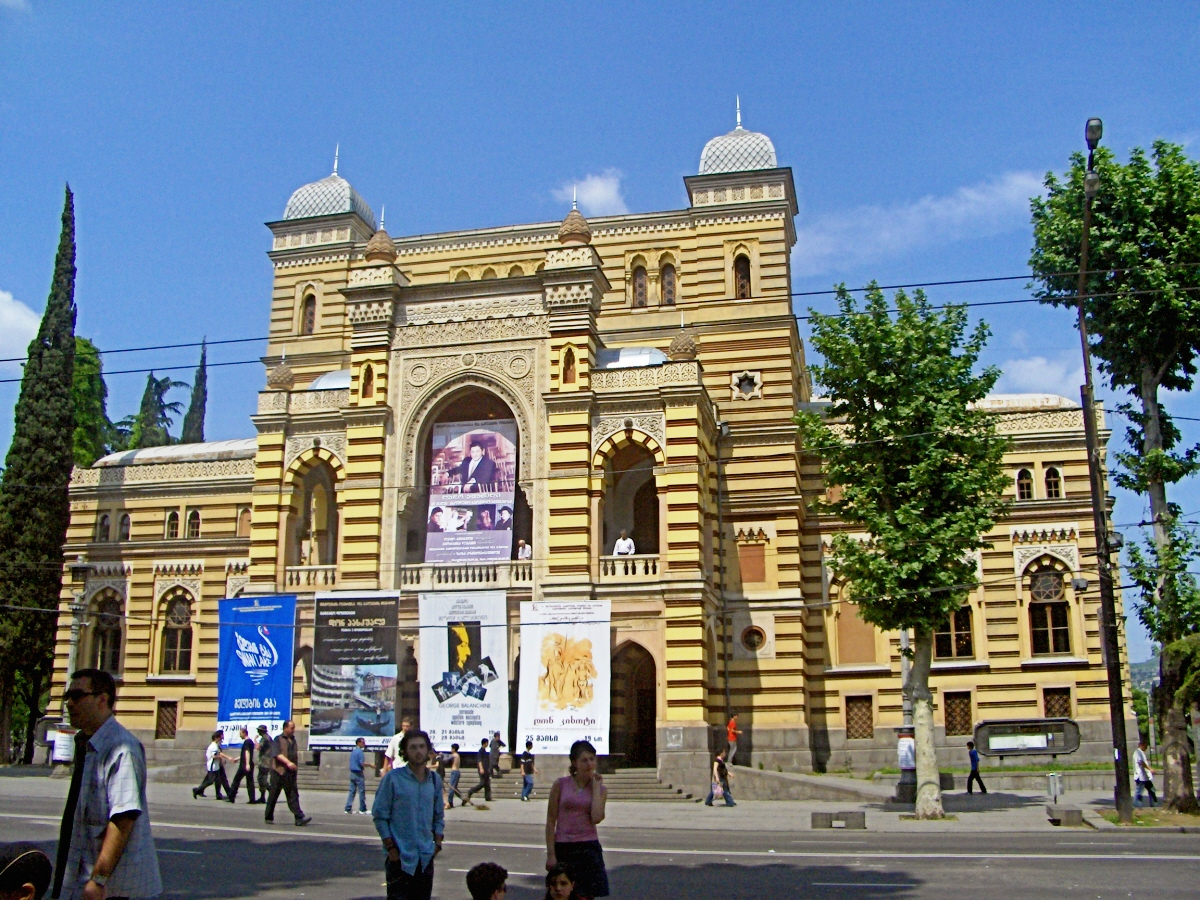
Грузинський театр опери і балету

- Грузинський театр опери і балету, Тбілісі

### Данія
- Копенгагенська опера
- Данський королівський театр, Копенгаген

### Естонія
- Національна опера «Естонія», Таллінн

### Ірландія
- Коркський оперний театр, Корк (Cork Opera House[en]);
- Королівський театр у Вексфорді.

### Ісландія
- Ісландська опера

### Іспанія
- Королівський театр, Мадрид;
- Великий оперний театр «Лісеу», Барселона;
- Палац мистецтв Королеви Софії, Валенсія.

### Італія
- Ла Скала, Мілан;
- Римський оперний театр;
- Арена ді Верона, Верона;
- Театр ла Феніче, Венеція;
- Театр Арджентіна, Рим;
- Театр Массімо, Палермо;
- Театр Массімо Белліні, Катанія;

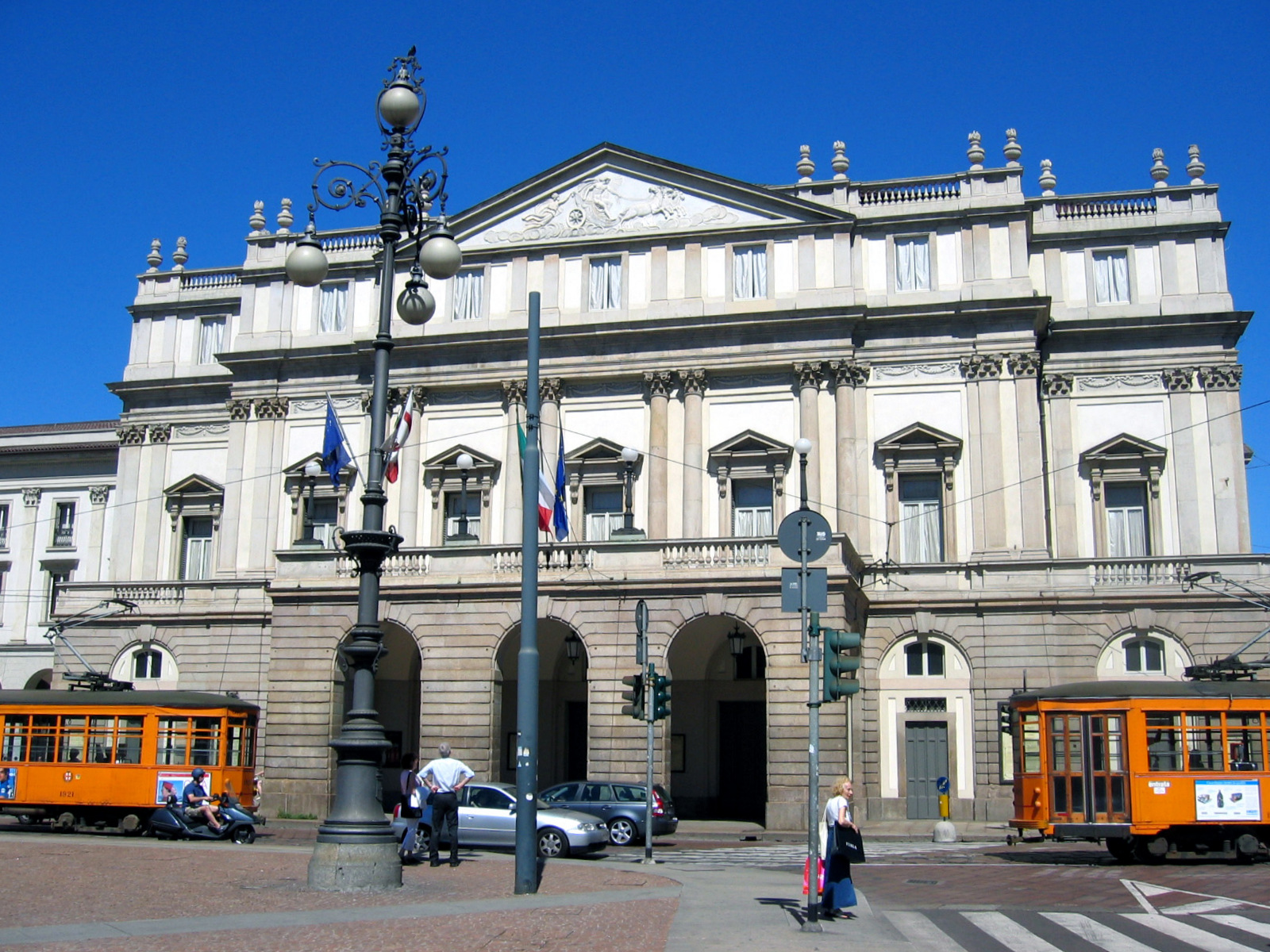
Ла Скала, Мілан

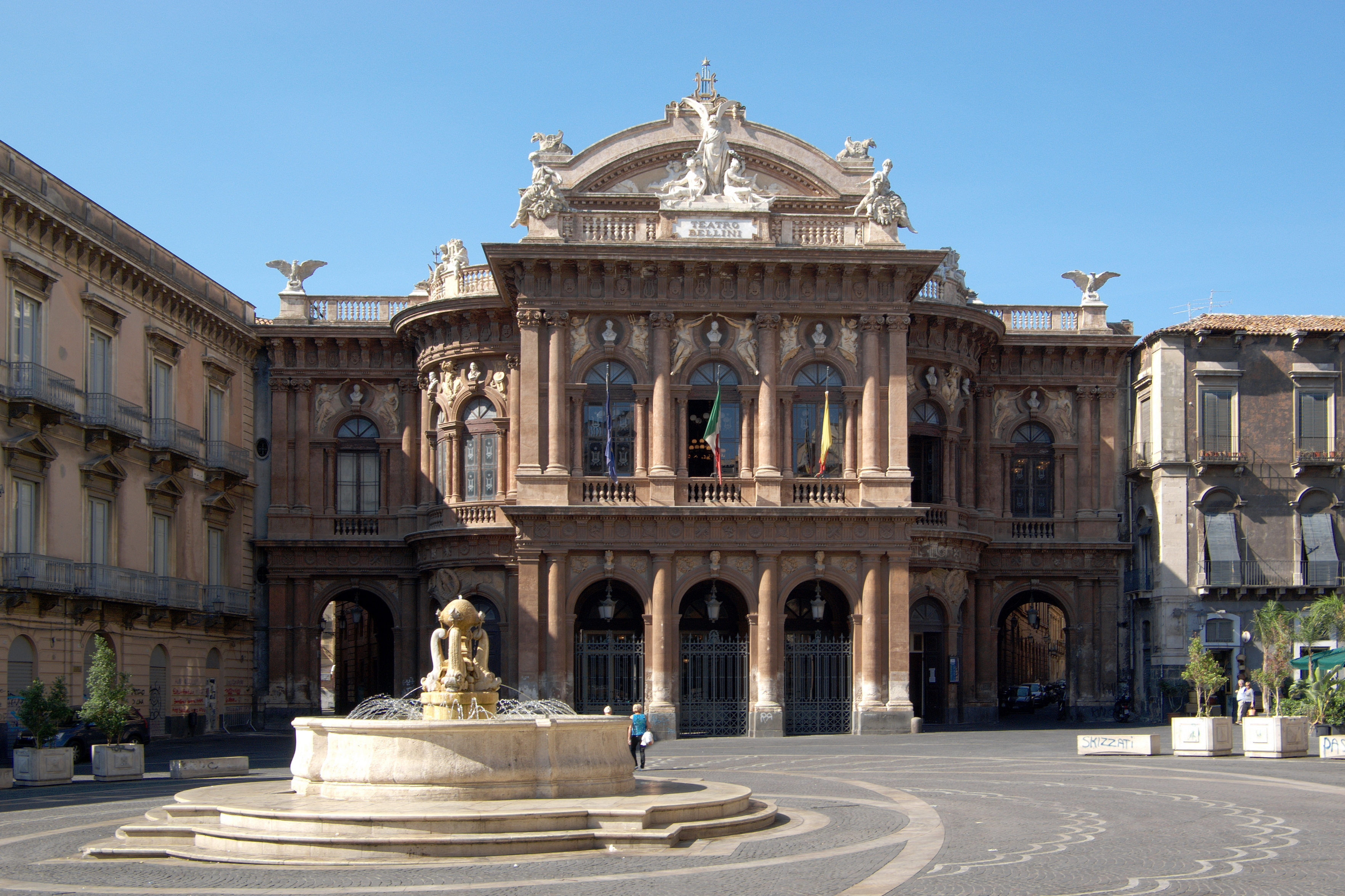
Театр Массімо Белліні, Катанія

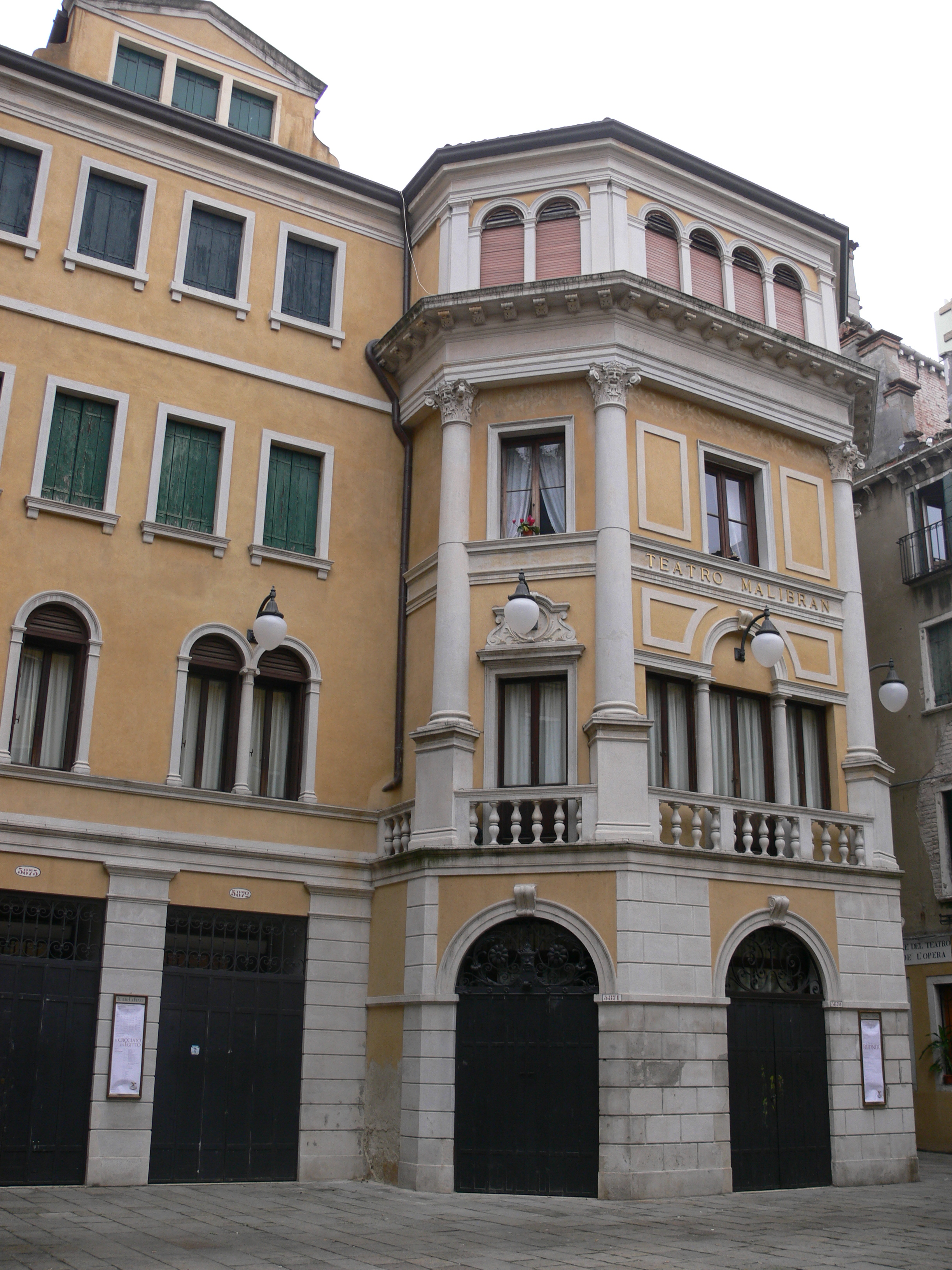
Театр Малібран, Венеція

- Театро дель Арчімбольді, Мілан (Teatro degli Arcimboldi[en]);
- Театро Карло Феліче, Генуя (Teatro Carlo Felice[en]);
- Театр Малібран, Венеція;
- Театро Ліріко Джузеппе Верді, Трієст;
- Театро Ліріко, Мілан;
- Театро Ліріко, Кальярі;
- Театро Гранде, Брешія;
- Театро Кариньяно, Турин;
- Театро делла Пергола, Флоренція;
- Театро Доніцетті, Бергамо;
- Театро Джузеппе Верді, Буссето (Teatro Giuseppe Verdi[en]);
- Театро Чивіко, Сассарі;
- Театро Чивіко, Тортона;
- Театро Коммунале Аліг'єрі, Равенна;
- Театро Коммунале, Флоренція;
- Театро Коммунале, Болонья;
- Театро Коммунале, Феррара;
- Театро Коммунале, Алессандрія;
- Театро Коммунале, Модена;
- Театро Аліф'єрі, Асті;
- Театро Фраскіні, Павія;
- Театро Франческо Чілея, Реджо-Калабрія.

### Канада
- Центр «Чотири пори року»

### Латвія
- Латвійська національна опера

### Литва
- Литовський національний театр опери і балету

### Люксембург
- Великий театр міста Люксембурга

### Мальта
- Театр Маноель, Ла-Валетта;
- Королівська опера, Ла-Валетта.

### Молдова
- Національний театр опери та балету Республіки Молдова, Кишинів

### Монако
- Опера Монте-Карло

### Нідерланди
- Стопера (Нідерландська Опера), Амстердам

### Німеччина
- Німецька Опера, Берлін;
- Берлінська комічна опера;
- Баварська державна опера, Мюнхен;

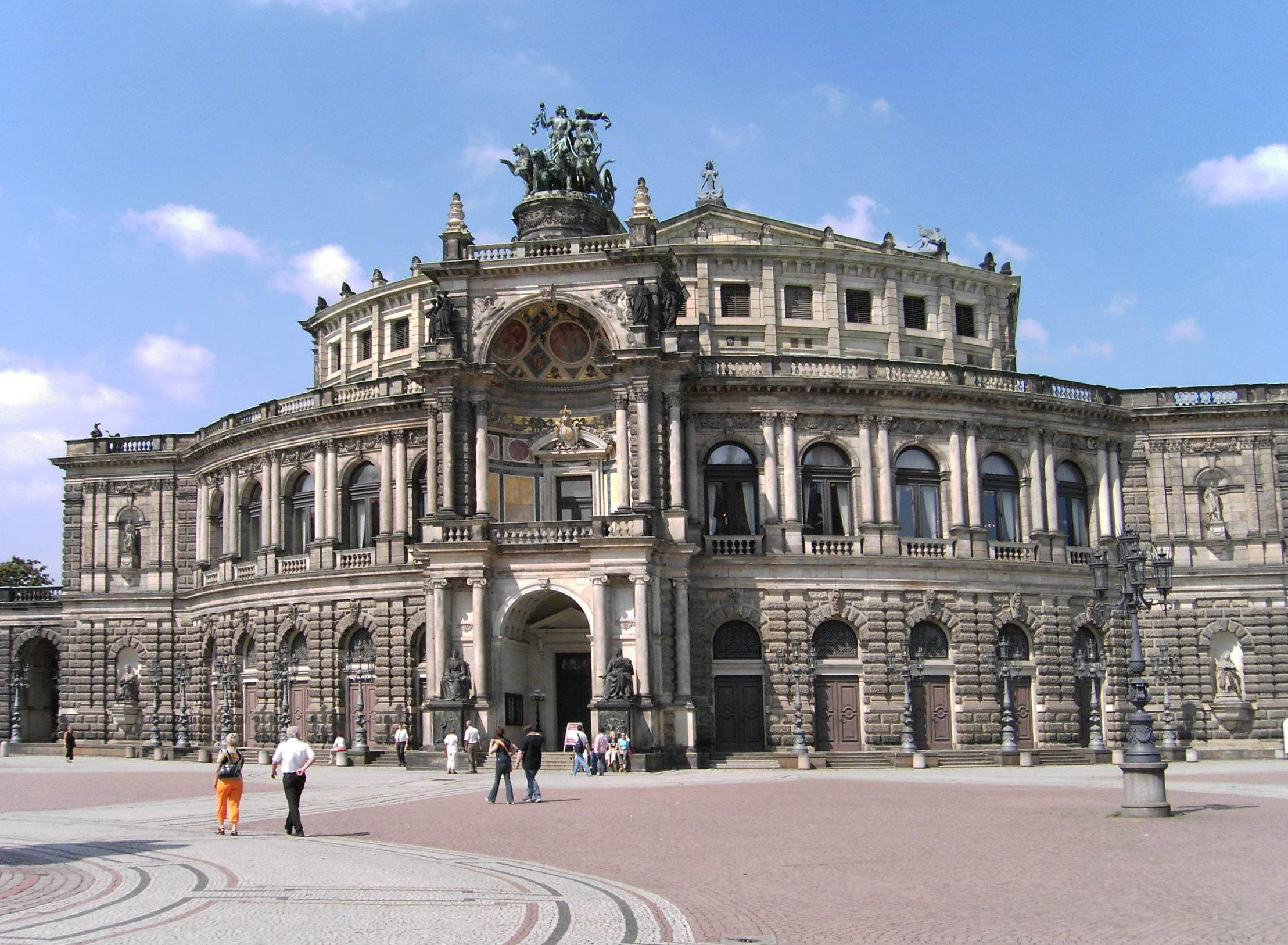
Саксонська державна опера, Дрезден

- Саксонська державна опера, Дрезден;
- Берлінська Державна опера;
- Стара Опера, Фракфурт-на-Майні;
- Німецька Опера на Рейні, Дюссельдорф;
- Кельнська Опера;
- Франкфуртська Опера;
- Боннська Опера;
- Лейпцизька Опера;
- Гамбурзька Державна Опера;
- Ганноверська Державна Опера
- Маркграфський оперний театр, Байрот (Маркграфський оперний театр);
- Оперний театр у Дюссельдорфі;
- Оперний театр у Галле;
- Кільський оперний театр;
- Вуппертальський оперний театр;
- Хемницький оперний театр;
- Театр у Байройті;
- Земельний театр Альтенбурга, Альтенбург (Theater & Philharmonie Thüringen[de]);
- Опера Кроль, Берлін.

### Норвегія
- Норвезька національна опера і балет, Осло

### Польща
- Великий театр, Варшава;
- Краківська Опера;
- Вроцлавська Опера;
- Сілезька Опера, Битом;
- Великий театр (Лодзь), Лодзь;
- Великий театр (Познань), Познань;

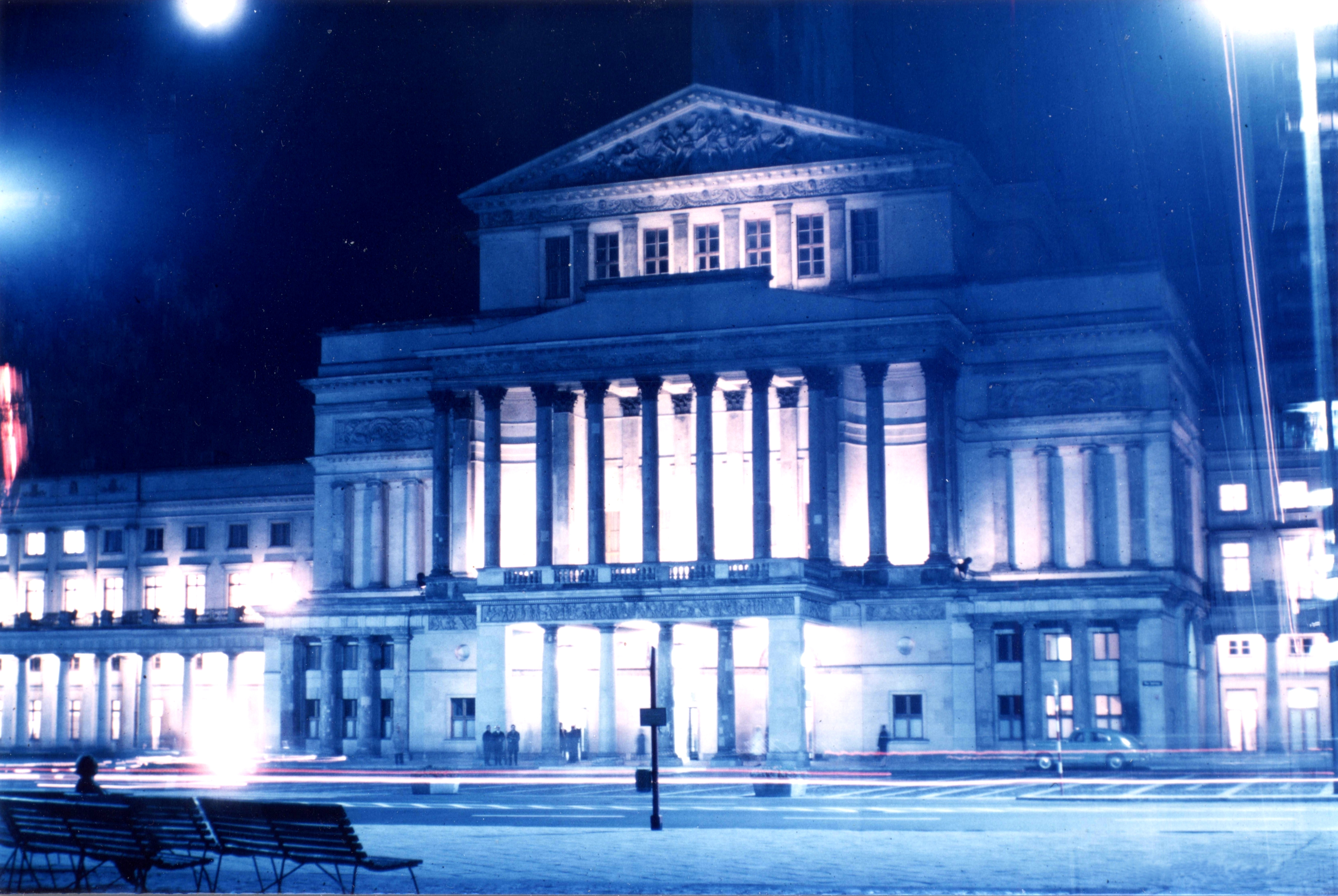
Великий театр, Варшава

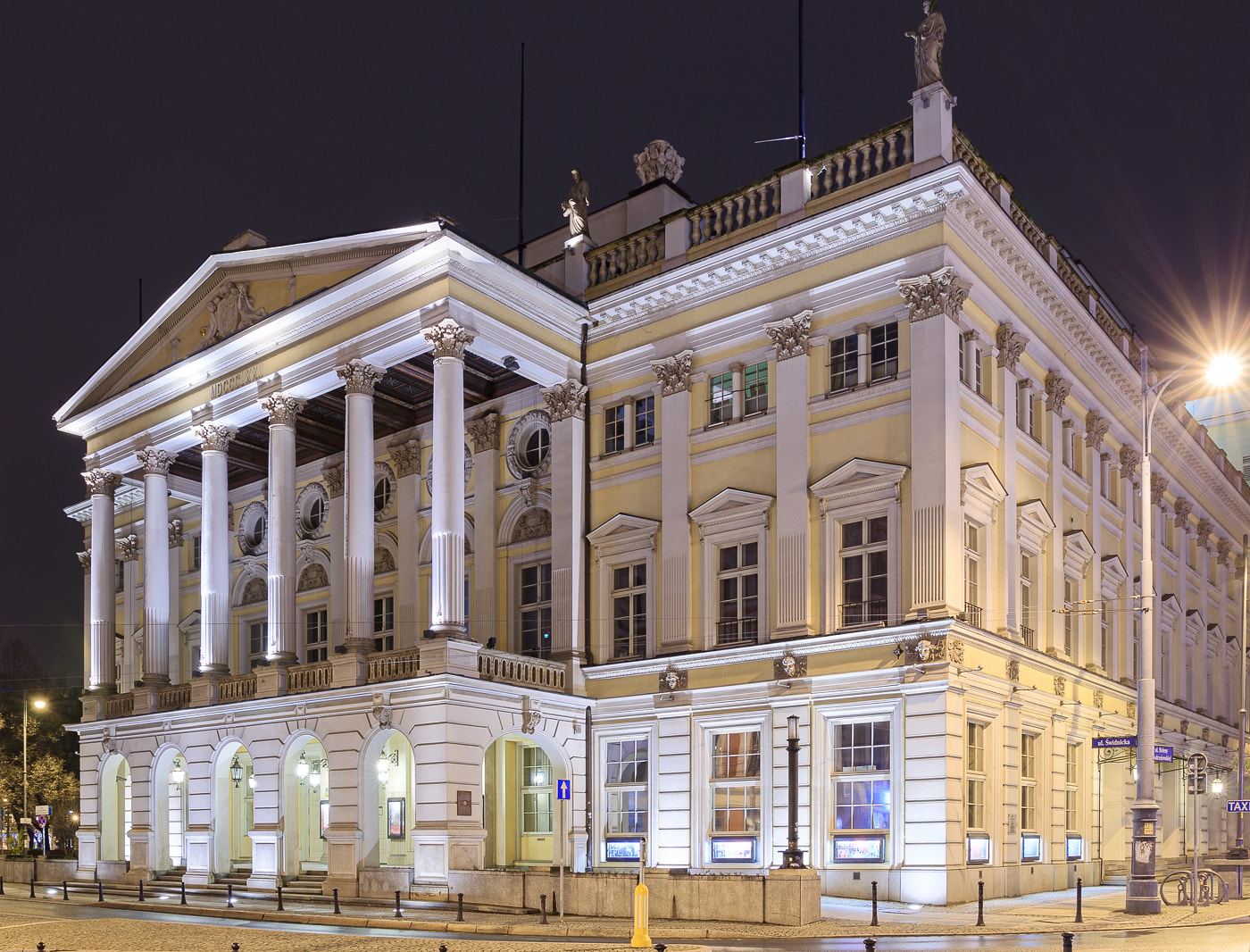
Вроцлавська Опера

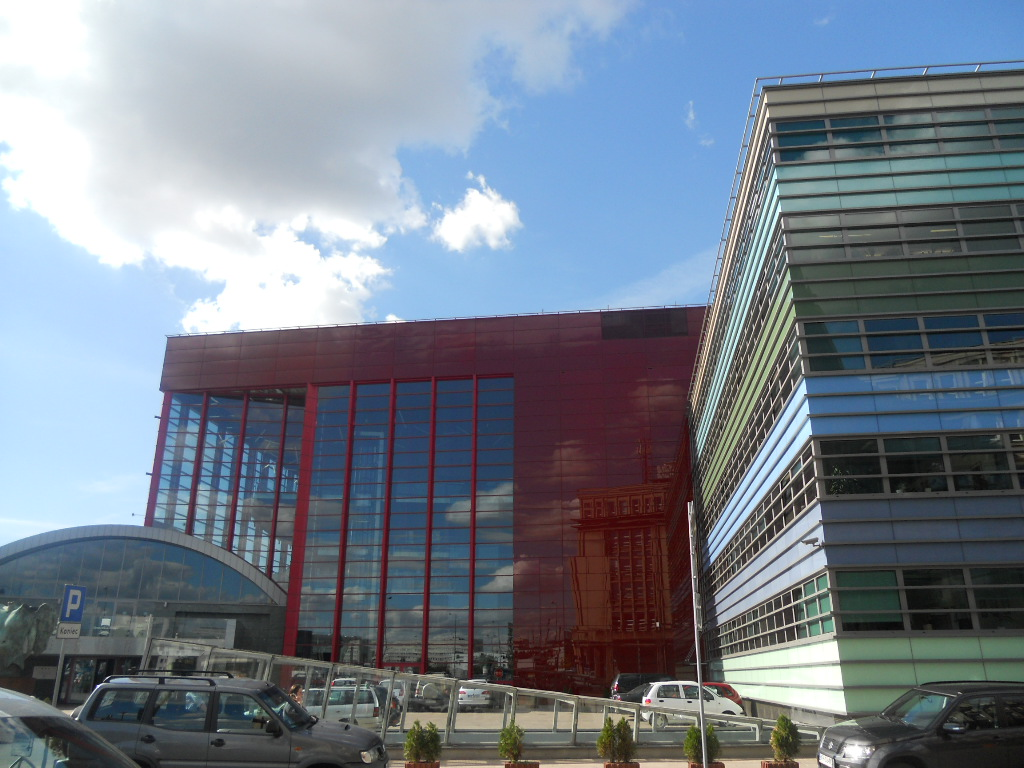
Нова будівля Краківської Опери

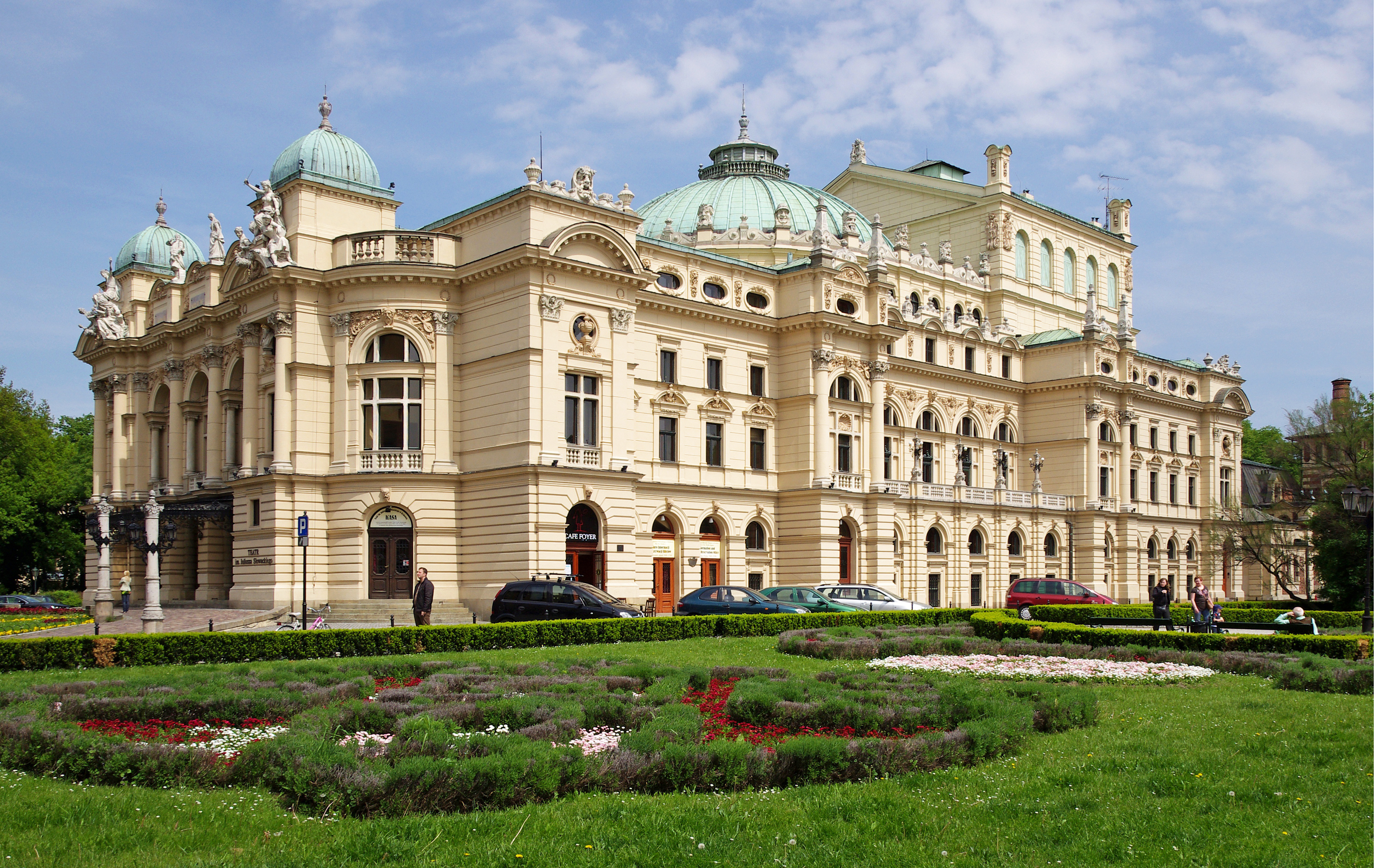
Театр ім. Юліуша Словацького

- Балтійська опера, Гданськ (Opera Bałtycka[pl]);
- Варшавська Камерна Опера;
- Краківська Камерна Опера;
- Вроцлавська Камерна Опера;
- Нова Опера, Бидгощ;
- Опера Підляська, Білосток.

### Португалія
- Театру Насйональ де Сау Карлуш, Лісабон
- Каза да Музіка, Порто

### Румунія
- Румунська Національна Опера, Бухарест;
- Національна опера у Клуж-Напока;
- Брашовський оперний театр, Брашов;
- Румунська Національна Опера, Ясси;
- Румунська Національна Опера, Тімішоара.

### Сербія
- Белградський Національний театр;
- Сербський Національний театр, Новий Сад (Serbian National Theatre[en]);
- Опера і театр Madlenianum, Белград Madlenianum Opera and Theatre[en].

### Словаччина
- Національний театр Словаччини;

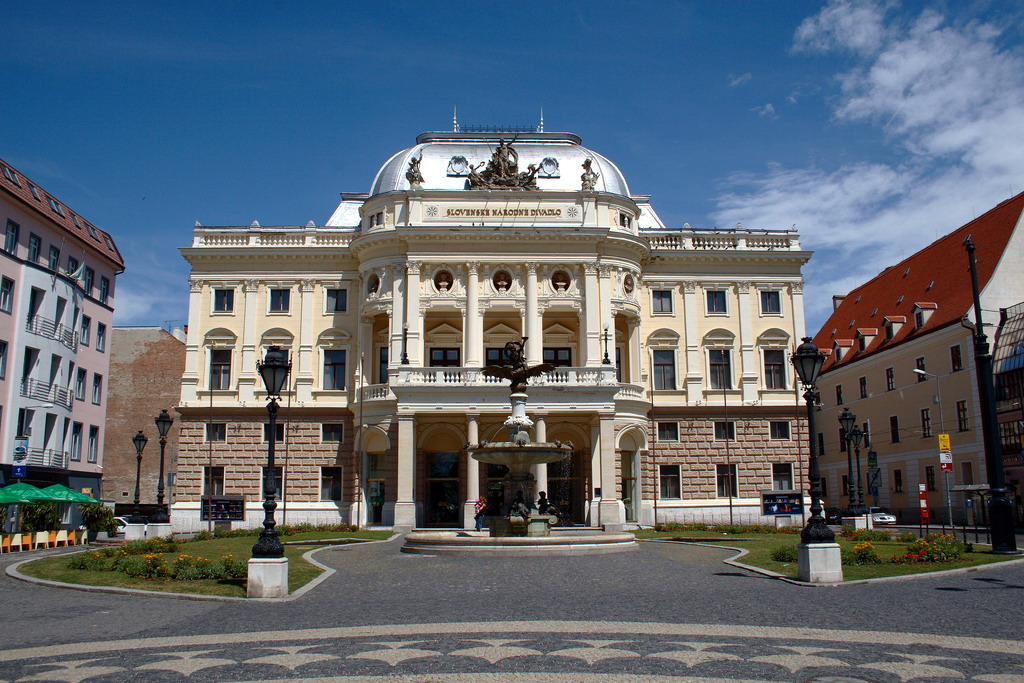
Національний театр Словаччини, Братислава

- Державна опера в Банській Бистириці;
- Державний театр у Кошицях

### Угорщина
- Будапештська державна опера

### Фінляндія
- Фінська національна опера

### Франція
- Опера Гарньє, Париж;
- Марсельська Опера;
- Опера Бастилія;
- Національна опера Лорен, Нансі;
- Рейнська Національна опера, Страсбург;

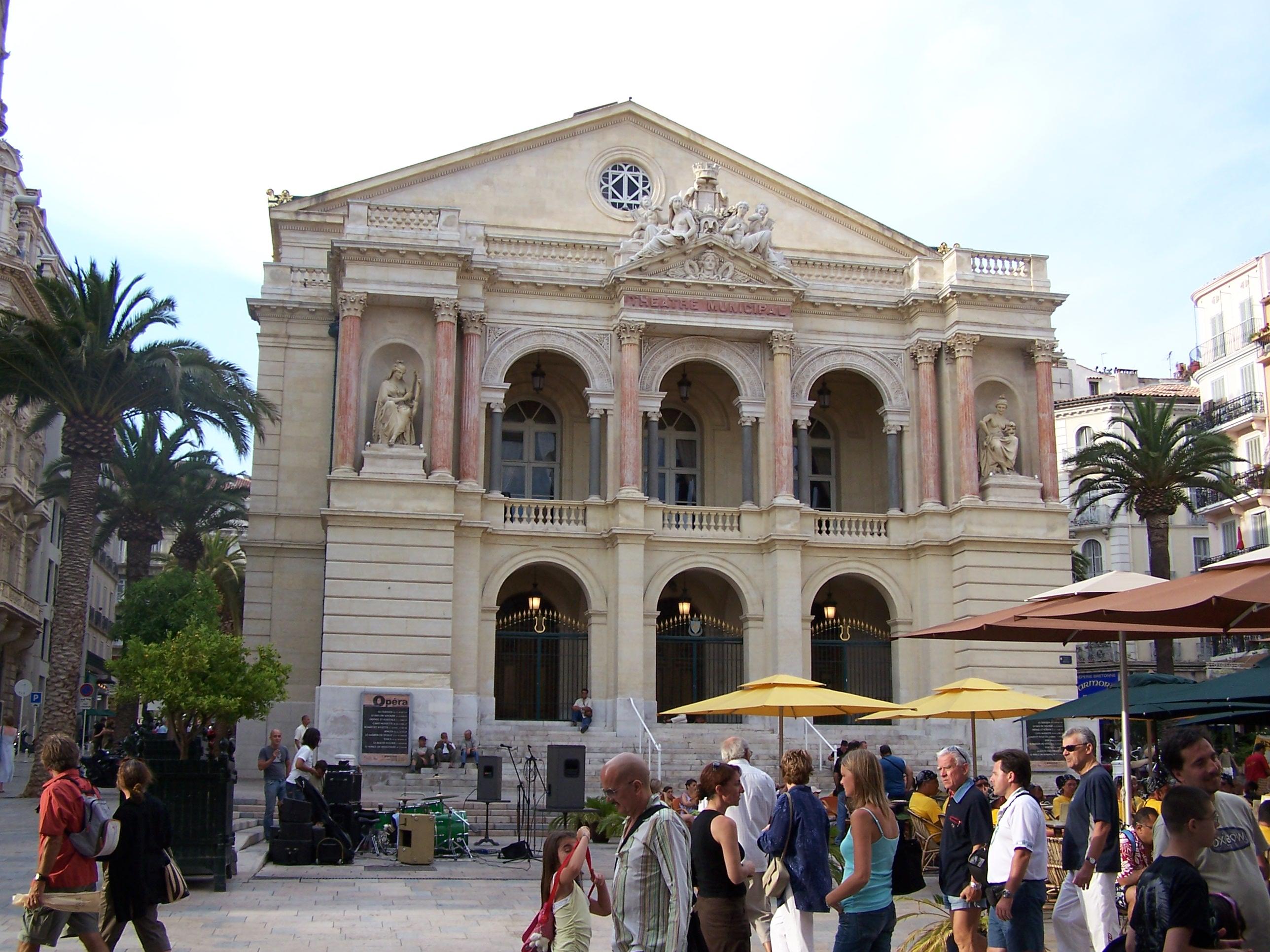
Тулонська Опера

- Руанська Опера;
- Реннська Опера;

- Тулонська Опера;
- Лілльська Опера;
- Турська Опера, Тур;
- Опера Нувель, Ліон;
- Гран Театр, Діжон;
- Гран Театр, Бордо;
- Гран Театр, Анже;
- Оперний театр у Меці (Opéra-Théâtre de Metz[en]);
- Оперний театр у Сент-Етьєні;
- Оперний театр у Ліможі;
- Оперний театр у Безансоні;
- Комічна Опера, Париж;
- Театр дю Капітоль, Тулуза;
- Театр Шатле, Париж;
- Театр Граслена, Нант.

### Хорватія

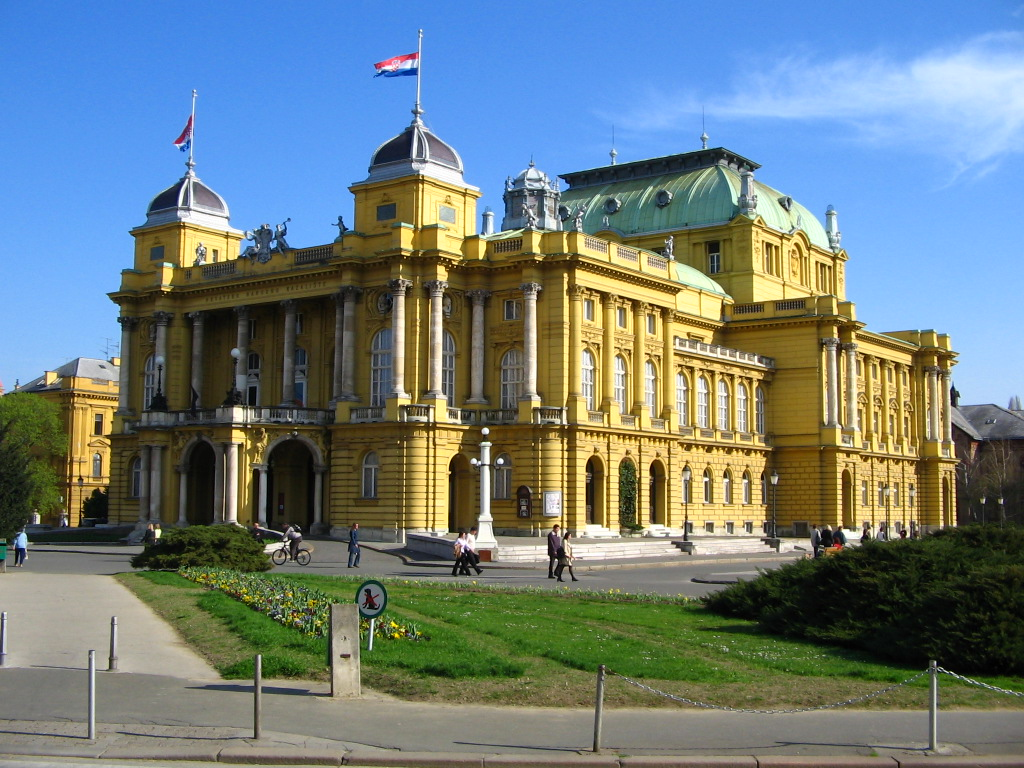
Хорватський Національний театр у Загребі

- Хорватський Національний театр у Загребі;
- Хорватський Національний театр у Спліті;
- Хорватський Національний театр у Рієці;
- Хорватський Національний театр у Осієці;
- Хорватський Національний театр у Вараждині.
- Хорватський Національний театр у Суботиці.

### Чехія
- Національний театр, Прага;
- Празька державна опера;
- Національний театр у Брно.

### Швеція
- Королівська опера в Стокгольмі

### Швейцарія
- Женевський великий театр
- Цюрихський оперний театр
- Міський театр Берна[de]

## Росія
- Большой театр, Москва;

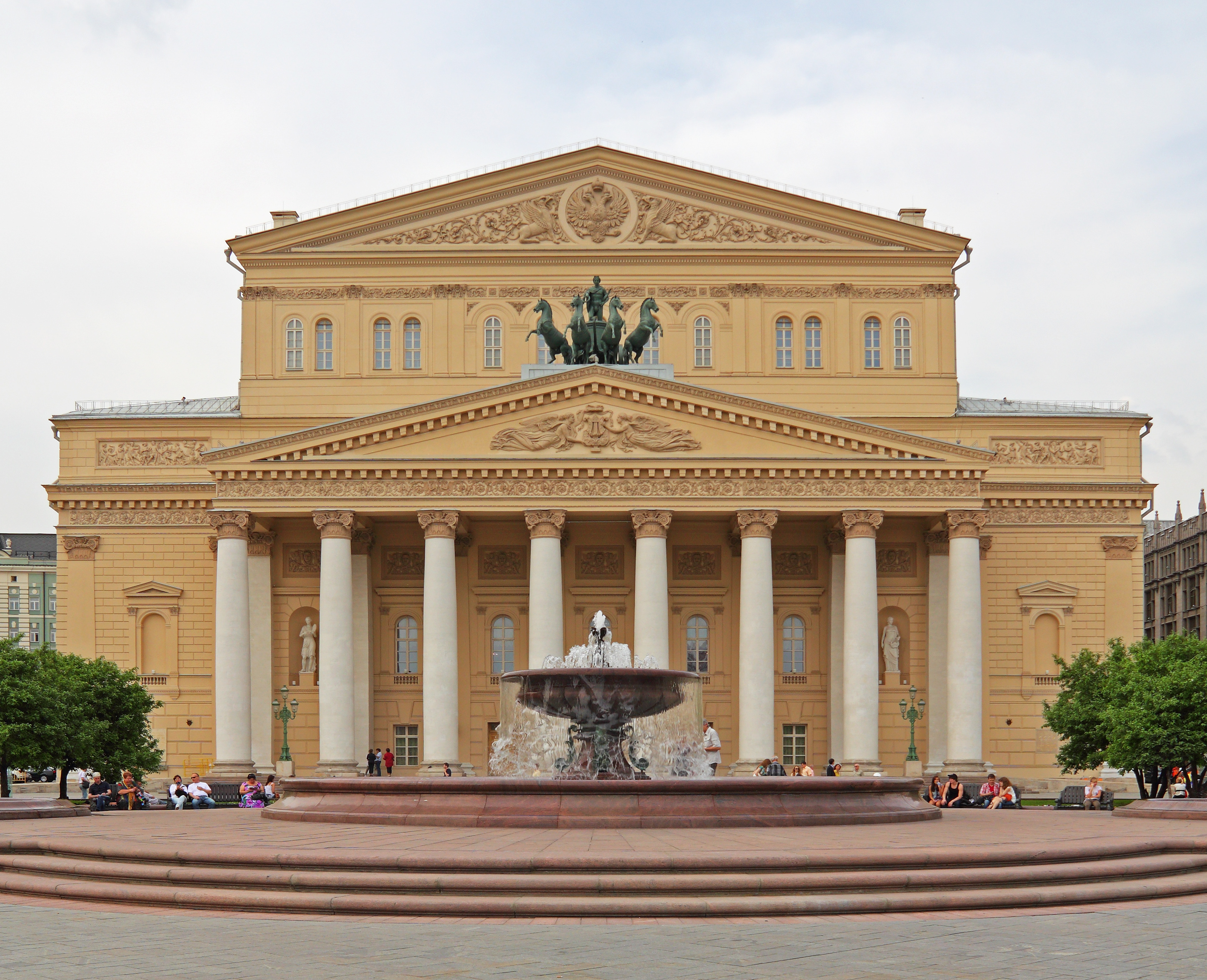
Большой театр, Москва

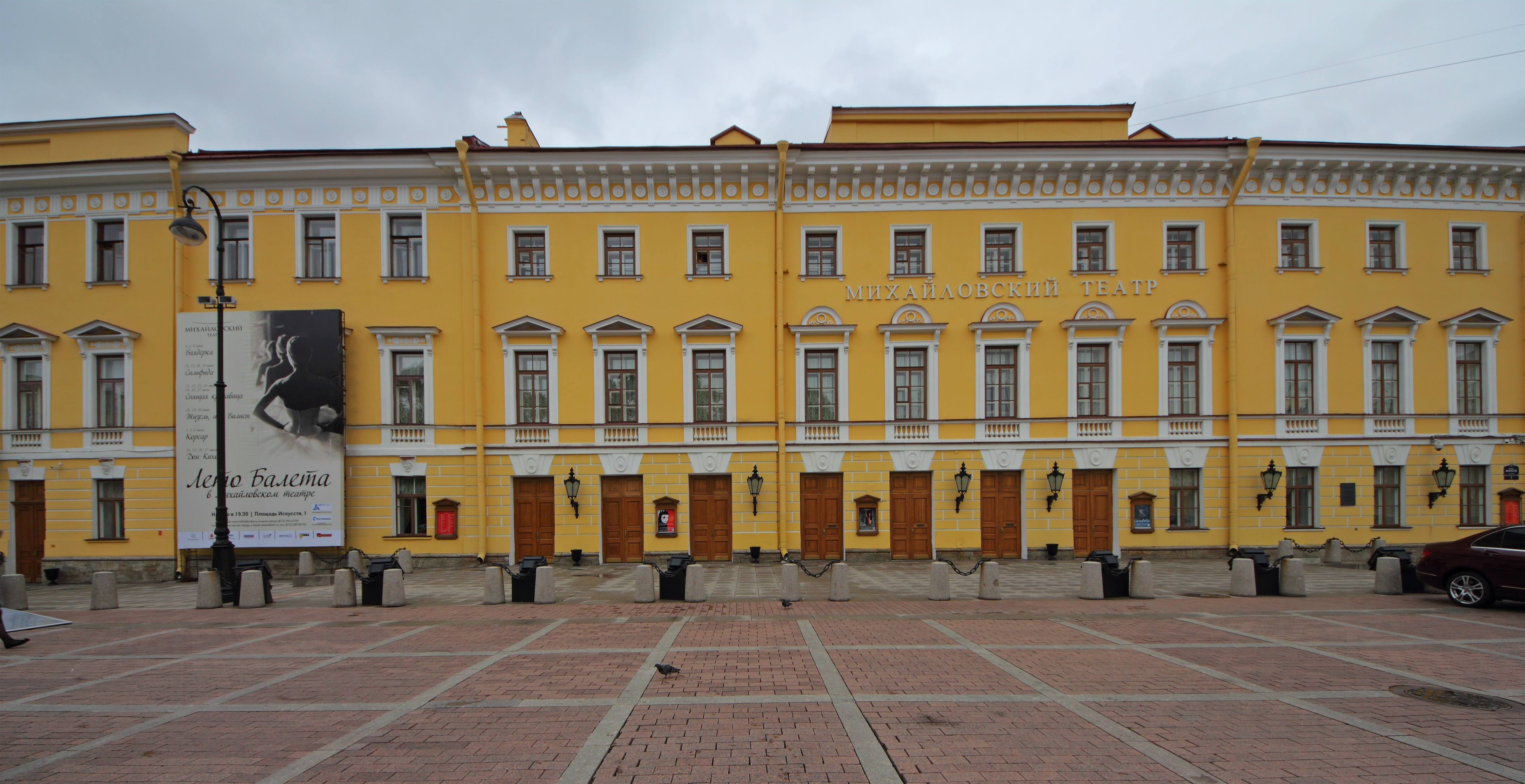
Михайлівський театр, Санкт-Петербург

- Маріїнський театр, Санкт-Петербург;
- Михайлівський театр, Санкт-Петербург;
- Московський академічний музичний театр імені Станіславського і Немировича-Данченко
- Єкатеринбурзький державний академічний театр опери і балету (Єкатеринбурзький державний академічний театр опери і балету);
- Новосибірський театр опери і балету;
- Пермський академічний театр опери та балету імені П. І. Чайковського (Пермський академічний театр опери та балету імені П. І. Чайковського);
- Красноярський державний театр опери і балету;
- Воронезький театр опери і балету;
- Саратовський академічний театр опери та балету (Саратовський академічний театр опери та балету[ru]);
- Самарський академічний театр опери та балету (Самарський академічний театр опери та балету[ru]);
- Башкирський державний театр опери та балету;
- Чуваський державний театр опери та балету;
- Державний театр опери й балету Удмуртської Республіки, Іжевськ;
- Магнітогорський театр опери та балету;
- Нова Опера, Москва
- Гелікон-опера, Москва;
- Китайський театр у Царському Селі.

## Азія

### В'єтнам

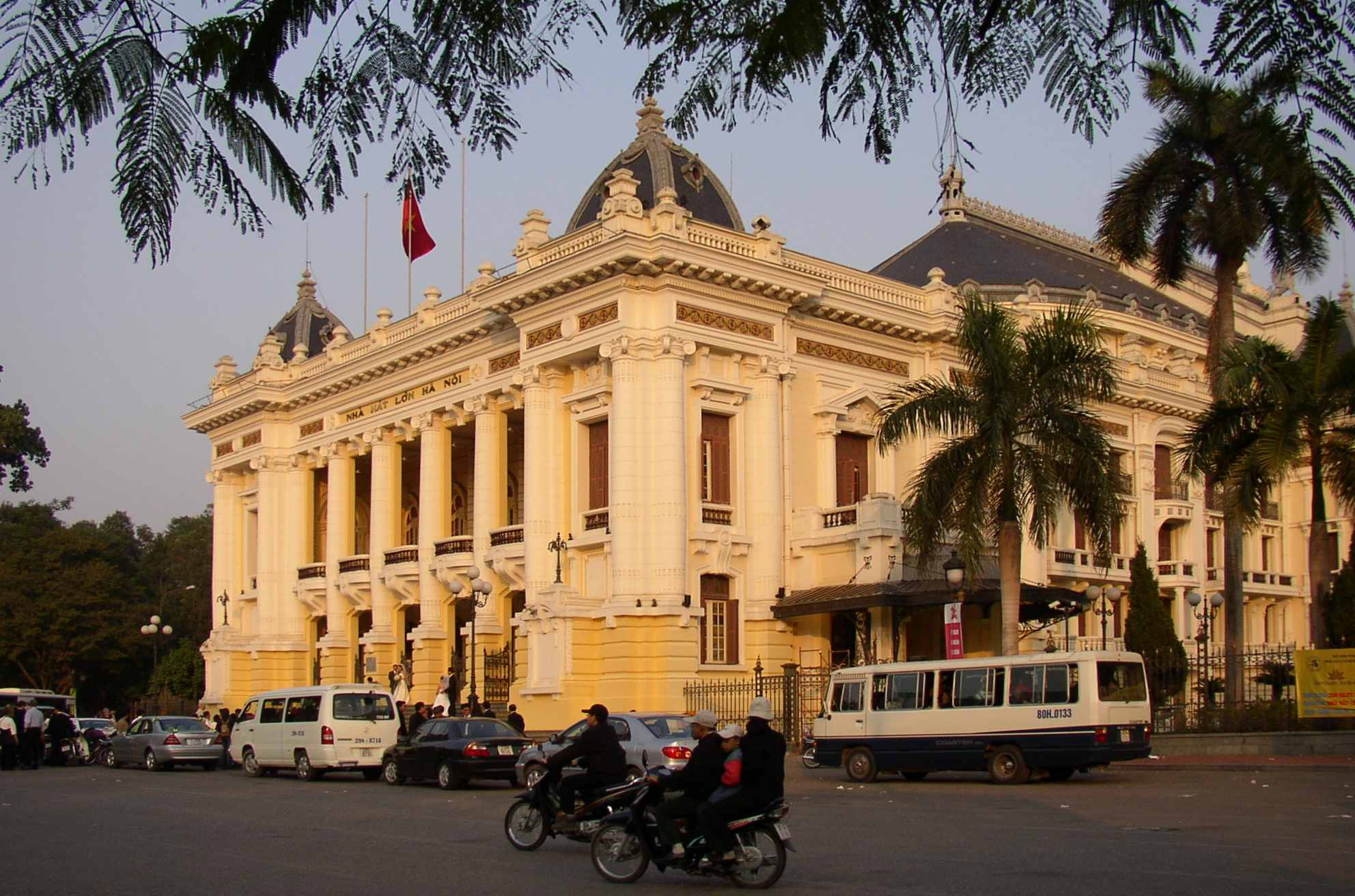
Ханойський оперний театр

- Ханойський оперний театр (Hanoi Opera House[en]);
- Хошимінський муніципальний театр (Municipal Theatre, Ho Chi Minh City[en]).

### Ізраїль
- Ізраїльська опера, Тель-Авів

### Казахстан
- Національний театр опери та балету імені К. Байсеїтової, Астана
- Казахський державний академічний театр опери та балету імені Абая, Алмати

### Киргизстан
- Киргизький Національний академічний театр опери та балету імені А. Малдибаєва

### КНР

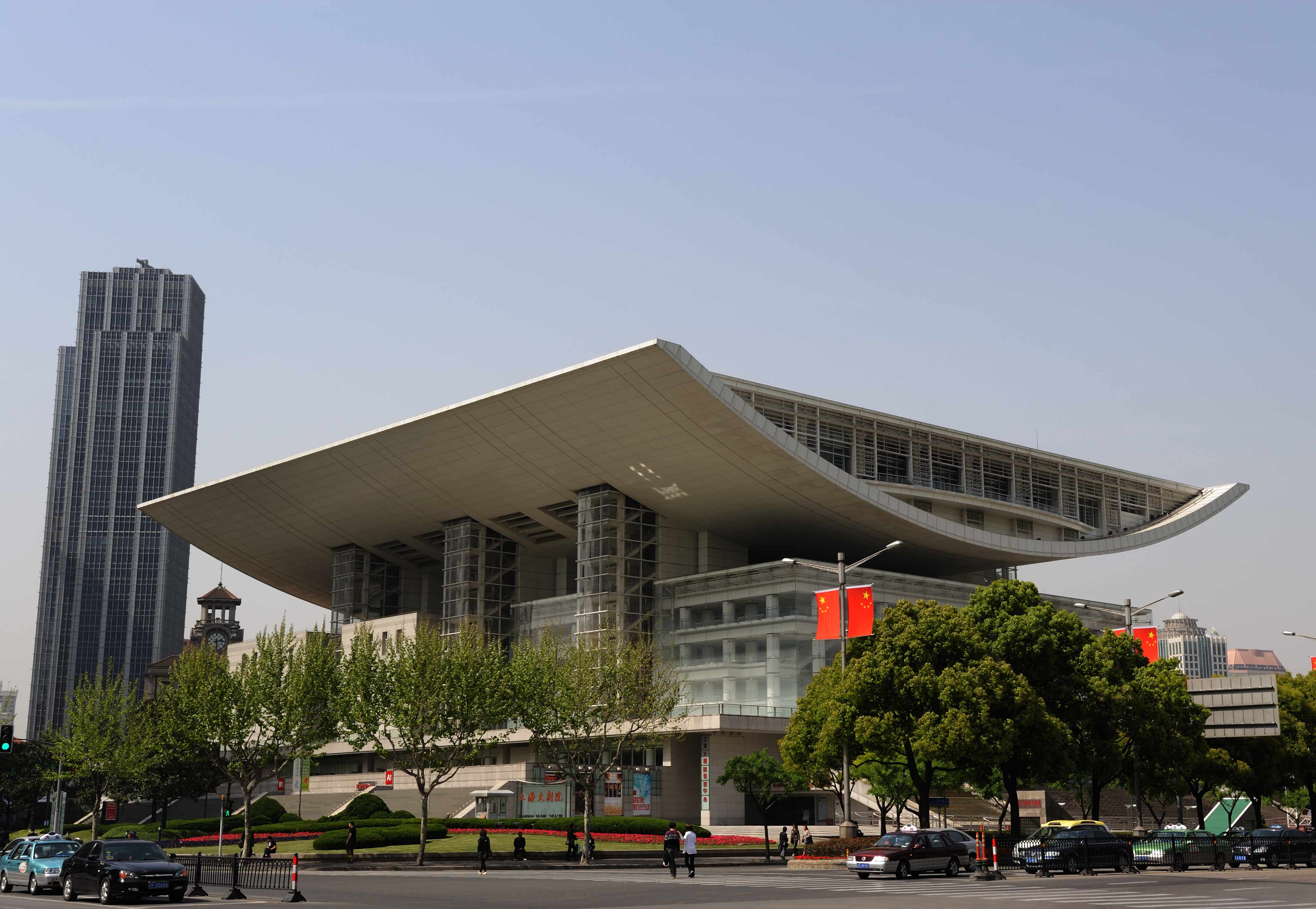
Шанхайський Гранд-театр

- Національний центр виконавських мистецтв, Пекін;
- Харбінська Опера;
- Великий театр у Шанхаї;
- Гранд-театр у Ханчжоу;
- Оперний театр Народної визвольної Армії, Пекін.

### Монголія
- Державний академічний театр опери та балету Монголії, Улан-Батор

### ОАЕ
- Дубайська опера, Дубай

### Оман
- Королівський оперний театр Маскат, Маскат

### Таджикистан
- Таджицький академічний театр опери та балету імені Садридина Айні, Душанбе

### Туреччина

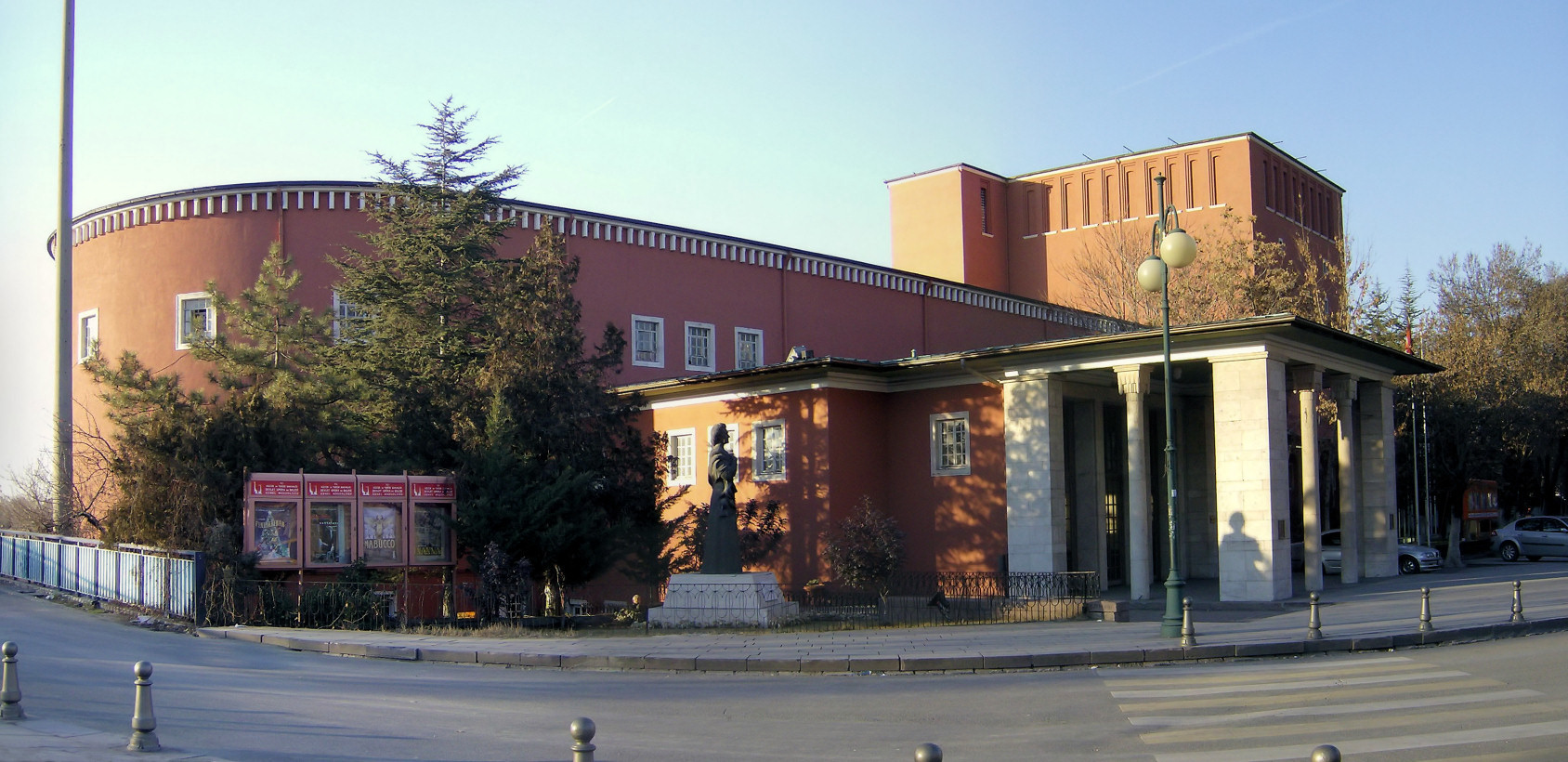
Державна опера в Анкарі

- Державна опера в Анкарі (Ankara Opera House[en]);
- Державна опера в Ізмірі;
- Державна опера в Мерсині;
- Державна опера в Анталії.

### Узбекистан
- Узбецький театр опери та балету імені Алішера Навої

### Японія
- Новий Національний театр, Токіо (New National Theatre Tokyo[en])

### EGY

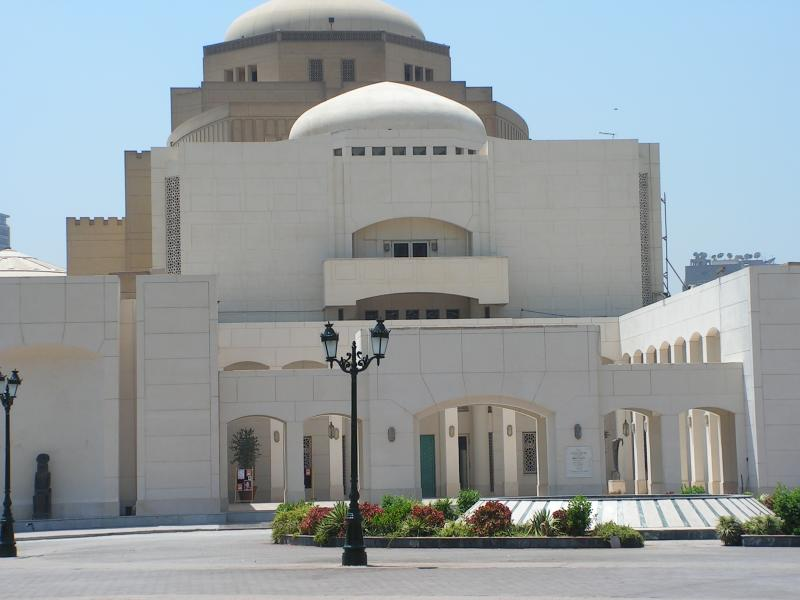
Каїрська опера

## Африка

### Єгипет
- Каїрська опера;
- Александрійська опера;
- Даманхурський театр;
- Хедивова опера.

### Туніс
- Муніципальний театр, Туніс

### ПАР
- Кейптаунська опера;
- Йоханнесбурзький театр.

## ПівнічнаіЦентральнаАмерика

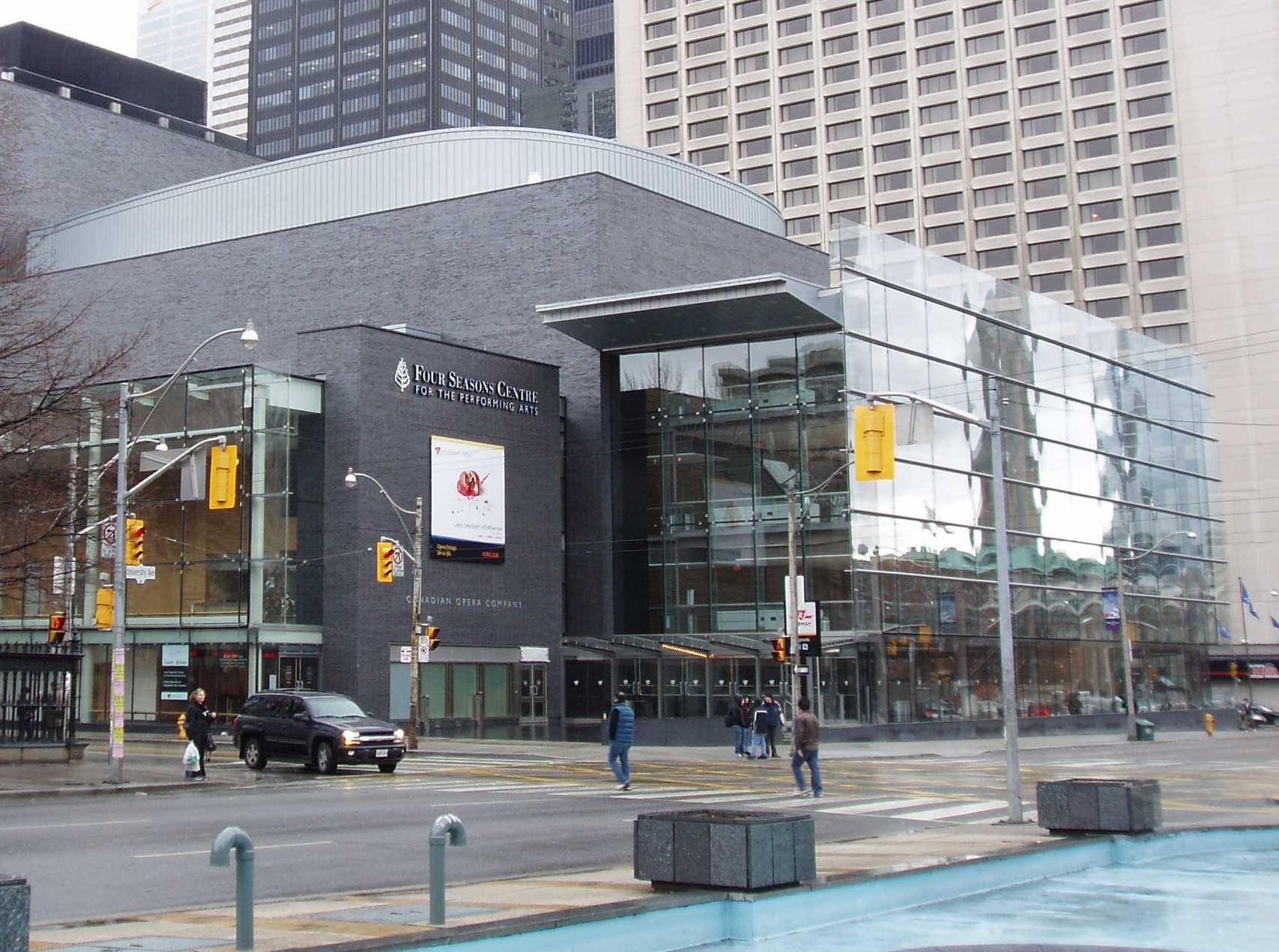
Канадська Опера міститься у Four Seasons Centre, Торонто

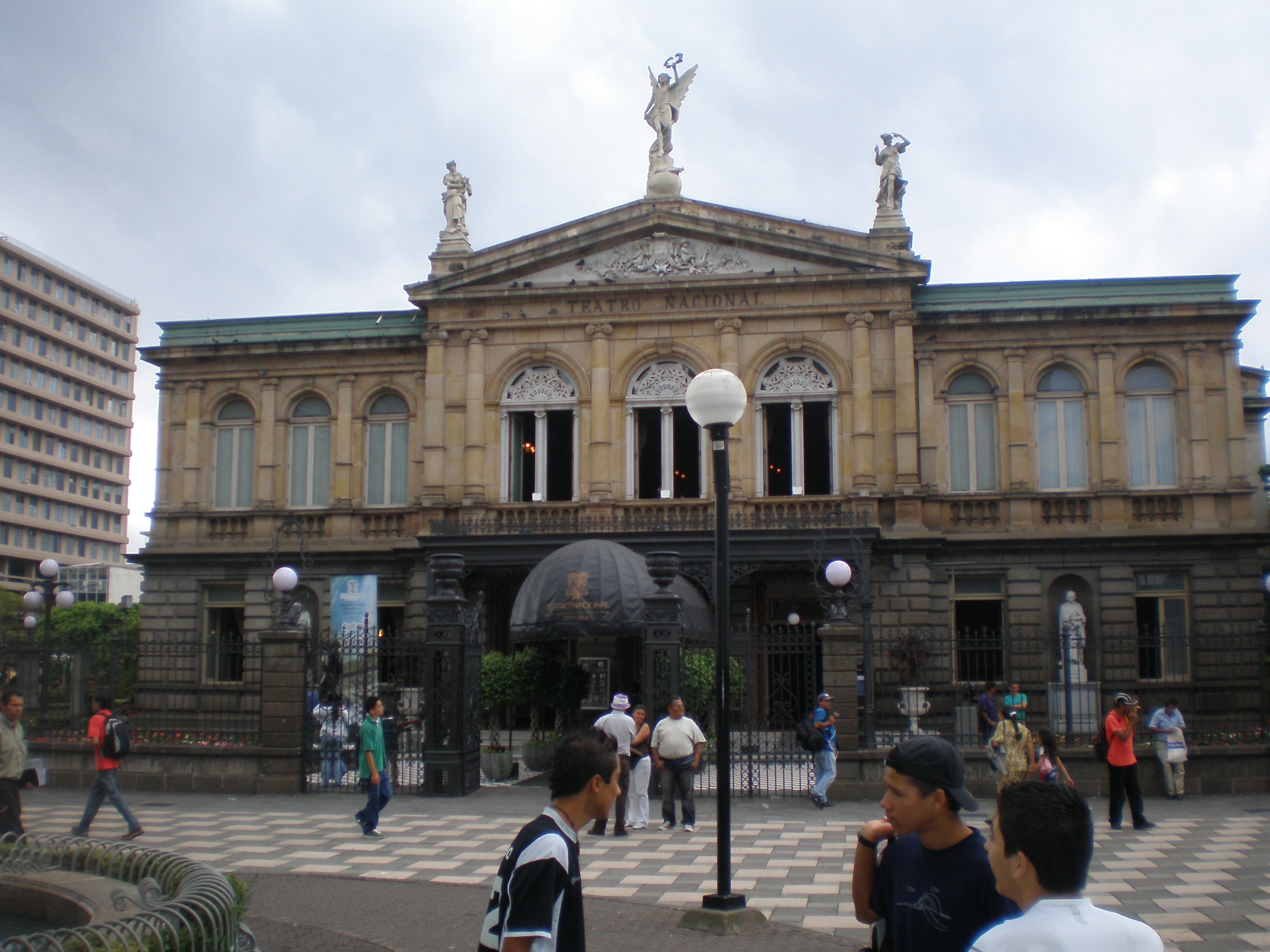
Національний театр Коста-Рики, Сан-Хосе

### Канада
- Канадська Опера, Торонто (Canadian Opera Company[en]);
- Едмонтонська Опера;
- Манітобська Опера;
- Оттавська Опера «Ліра» (Opera Lyra Ottawa[en]);
- Монреальська Опера;
- Ванкуверська Опера;
- Опера Калгарі.

### Коста-Рика
- Національний театр Коста-Рики, Сан-Хосе (National Theatre of Costa Rica[en])

### Мексика
- Палац красних мистецтв, Мехіко (Палац образотворчих мистецтв);
- Театр Дегольядо, Гвадалахара (Teatro Degollado[en]);
- Театр Агуаскальєнтес.

### Сальвадор
- Національний театр Сальвадору, Сан-Сальвадор (Teatro Nacional de El Salvador[en])

### США
- Метрополітен-опера, Нью-Йорк;
- Нью-Йоркська міська опера (New York City Opera[en]);
- Вірджинська Опера, Норфолк;

## Південна Америка

### Аргентина
- Театр Колумба, Буенос-Айрес;
- Театр Аргентіно, Ла-Плата (es:Teatro Argentino de La Plata);
- Театр Авеніда, Буенос-Айрес.

### Бразилія
- Муніципальний театр Сан-Паулу;
- Муніципальний театр Ріо-де-Жанейро;

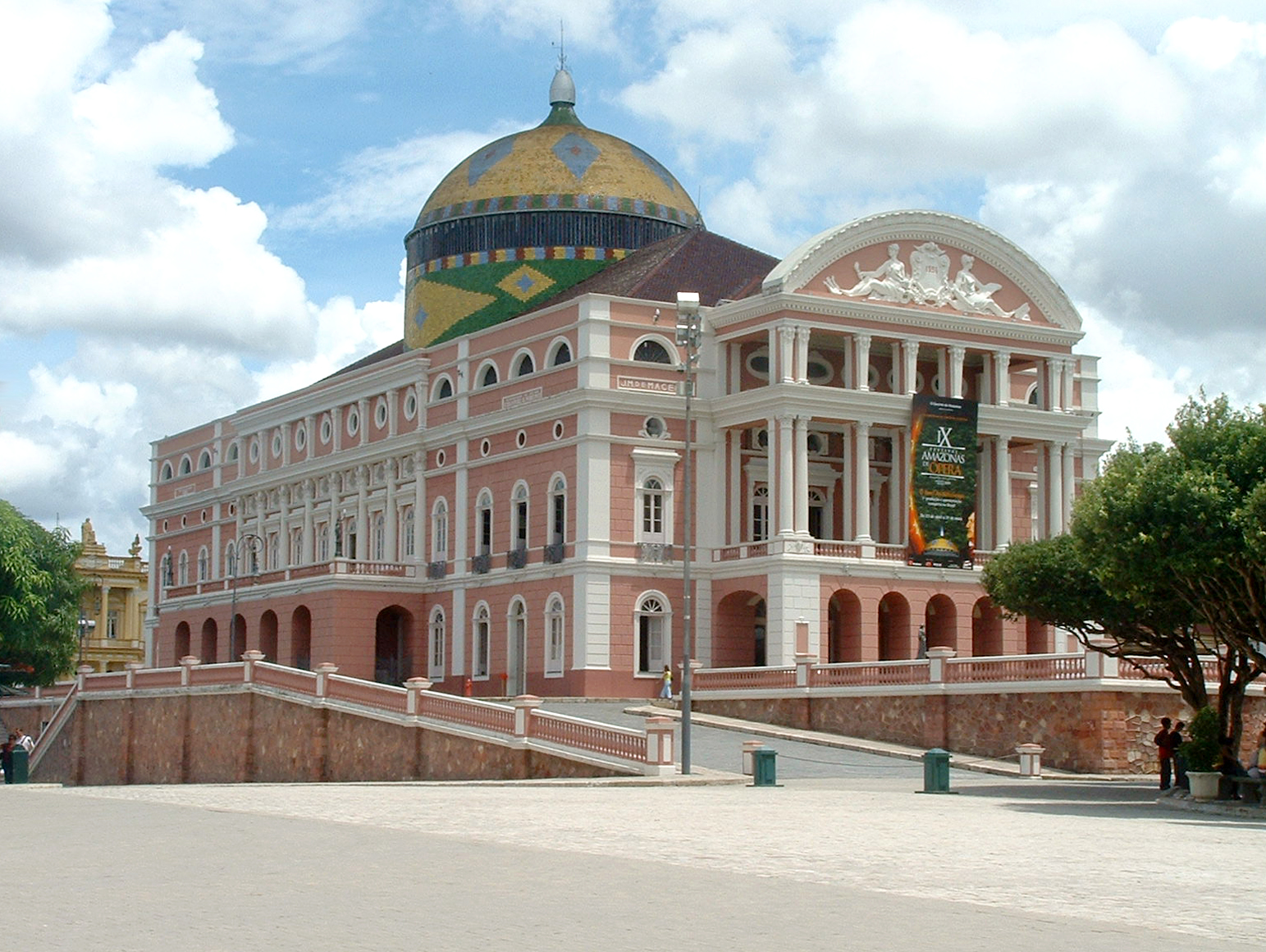
Амазонас, Манаус

- Театр Сан-Педру, Сан-Паулу;
- Опера де Араме, Куритиба;
- Муніципальний театр Сантуса;

- Амазонас, Манаус;
- Театр Артур Асеведо, Сан-Луїс;
- Театр Жозе де Аленкар, Форталеза;
- Театр Санта Ізабель, Ресіфе.

### Колумбія
- Театр Колумба, Богота;
- Муніципальний театр Калі;
- Театр Хорхе Ісаакса, Калі.

### Уругвай
- Театр Соліс, Монтевідео

### Чилі
- Муніципальний театр Сантьяго (Municipal Theater of Santiago[en])

## АвстраліяіОкеанія

### Австралія
- Сіднейський оперний театр;
- Канберрський театр (Canberra Theatre[en]);
- Національний театр (Мельбурн).

### Нова Зеландія
- Веллінгтонський оперний театр (Opera House, Wellington[en]);
- Оперний театр в Оамару.